# Перенаселення

Графік чисельності людського населення з 10 тис. років до н.е. по 2000 рік, що демонструє надзвичайний ріст, починаючи з XIX століття

Перенаселення — демографічний вибух, який характеризується ресурсним надлишком населення (нестача ресурсів для підтримки гігієнічних норм життя), обумовлений відсутністю у частини суспільства засобів існування. Перенаселення — відносна величина, що залежить від ресурсної бази території проживання даного населення, а також включає в себе оцінку розвитку отримання та відновлення джерел коштів для існування. Перенаселення є одним із можливих сценаріїв соціального колапсу, який може призвести до глобальної катастрофи.

## Загальні відомості
Проблема перенаселеності Землі активно обговорюється спеціалістами гуманітарних та природничих наук, а також публіцистами. Серед центральних праць на цю тему можна відзначити роботу Браяна Скінера (Brian J. Skinner) — «Eatrh Resources», у якій автор зазначає, що у XXI столітті розв'язати екологічну проблему скоріш за все не вдасться у зв'язку із тим, що населення Землі зростає. На думку Стівена Гокінга, через перенаселення Землі людству загрожує вимирання.
За даними прогнозу ООН ріст населення Землі майже зупиниться до кінця 21 століття. Очікується, що вперше у сучасній історії населення практично перестане рости до кінця цього століття, значною мірою через падіння світових показників народжуваності. Прогнозується, що до 2100 року населення світу досягне приблизно 10,9 мільярда людей, а щорічний приріст складе менше ніж 0,1 % — різке зниження у порівнянні із нинішніми темпами.

## Перенаселення з точки зору економістів
Людвіг фон Мізес про проблему перенаселення:

Закони міграції та розміщення дають нам можливість сформувати точне поняття відносного перенаселення. Світ або ізольовану країну, з якої неможлива еміграція, слід вважати перенаселеною в абсолютному сенсі, коли оптимум чисельності населення — та точка, за якою збільшення кількості людей означало б не зростання, а зменшення добробуту. — перевищено. Країна є відносно перенаселеною, в якій через велику чисельність населення робота має відбуватися за менш сприятливих умов виробництва, ніж в інших країнах, так що, за інших рівних умов, однакове застосування капіталу та праці дає там менший результат. За повної мобільності людей і товарів відносно перенаселені території віддадуть надлишок населення іншим територіям, поки ця диспропорція не зникне.